# エルネスト＝ウジェーヌ・イオール
エルネスト＝ウジェーヌ・イオール（Ernest-Eugène Hiolle、1834年5月5日 – 1886年10月5日）はフランスの彫刻家である。

## 略歴
ヴァランシエンヌで生まれた。ヴァランシエンヌの美術学校(École supérieure d'art et de design de Valenciennes)で彫刻を学んだ後、1853年にパリ国立高等美術学校に入学し、グランフィル(Laurent Séverin Grandfils) やジョフロワ(François Jouffroy)に学んだ。1856年にローマ賞の2位になり、1862年にローマ賞の1位を受賞した。1866年からサロン・ド・パリに出展し何度か入賞した。
1870年にフランス第三共和政が始まって以降、パリ・オペラ座やパリ市庁舎などの装飾のための彫刻を制作した。1873年にレジオンドヌール勲章（シュヴァリエ）を受勲した。1878年のパリ万国博覧会で名誉メダルを受賞した。この博覧会では、会場のトロカデロ宮殿に当時の6人の有力な彫刻家が選ばれて、それぞれ六大陸を象徴する像を制作した。イオールは北アメリカの像を制作した。後に六大陸の像はオルセー美術館に移された。
1881年にフランス芸術家協会の創立メンバーとなった。パリ国立高等美術学校の彫刻の教師を務め、教えた学生にはアントナン・カルレがいる。

## 作品

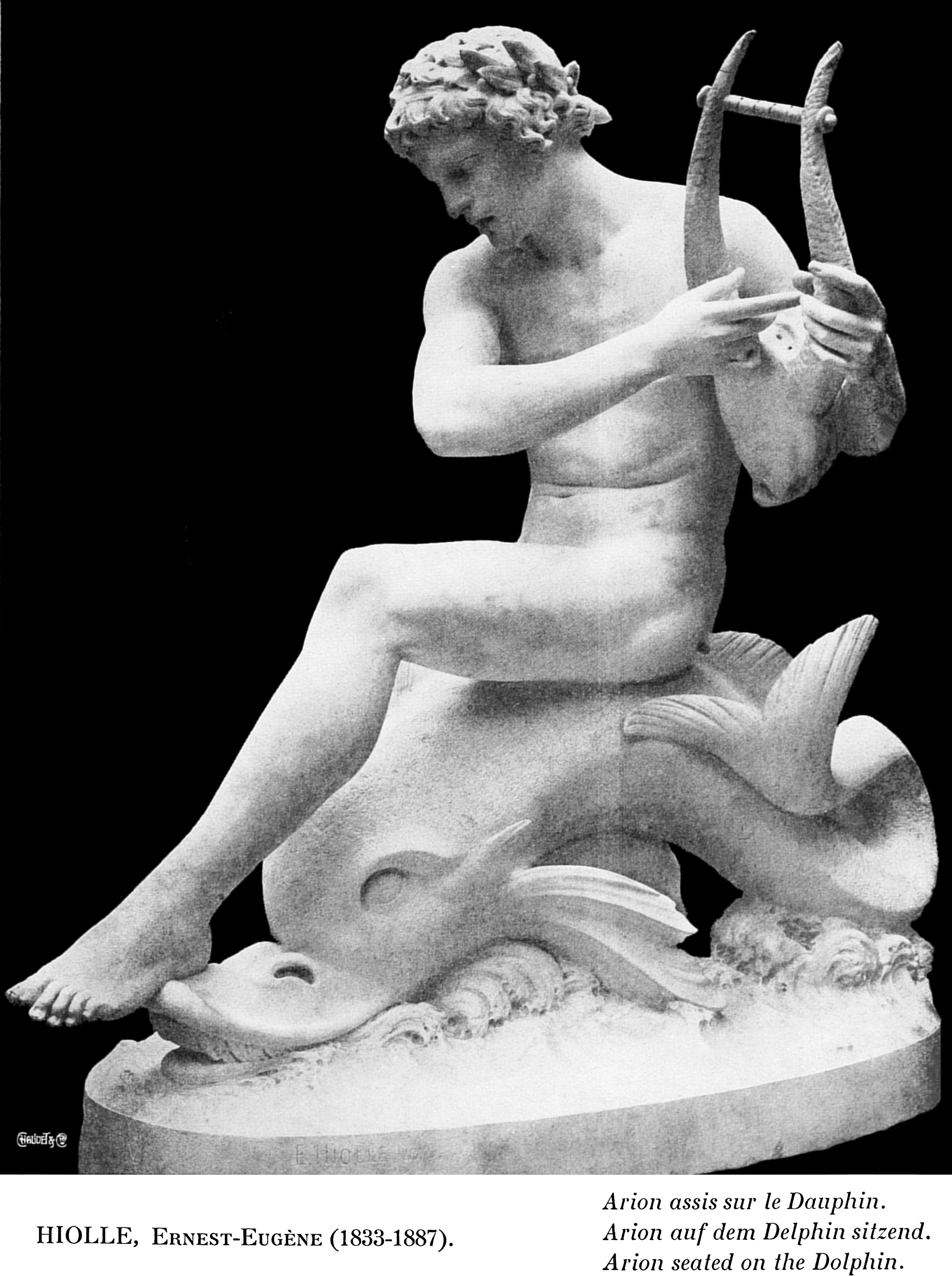
『イルカに乗ったアリオン』
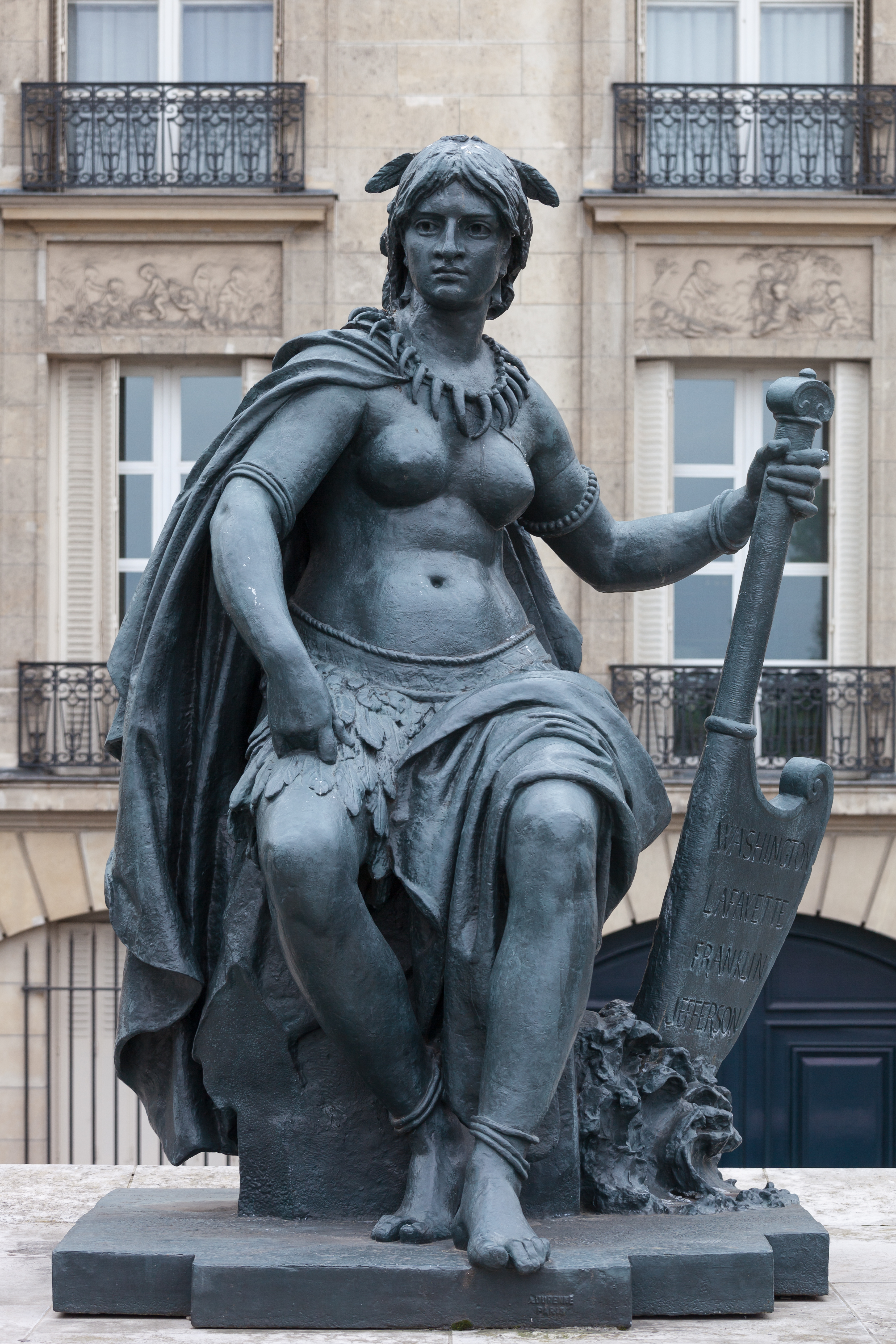
1878年のパリ万博で展示された各大陸の像「北アメリカ」
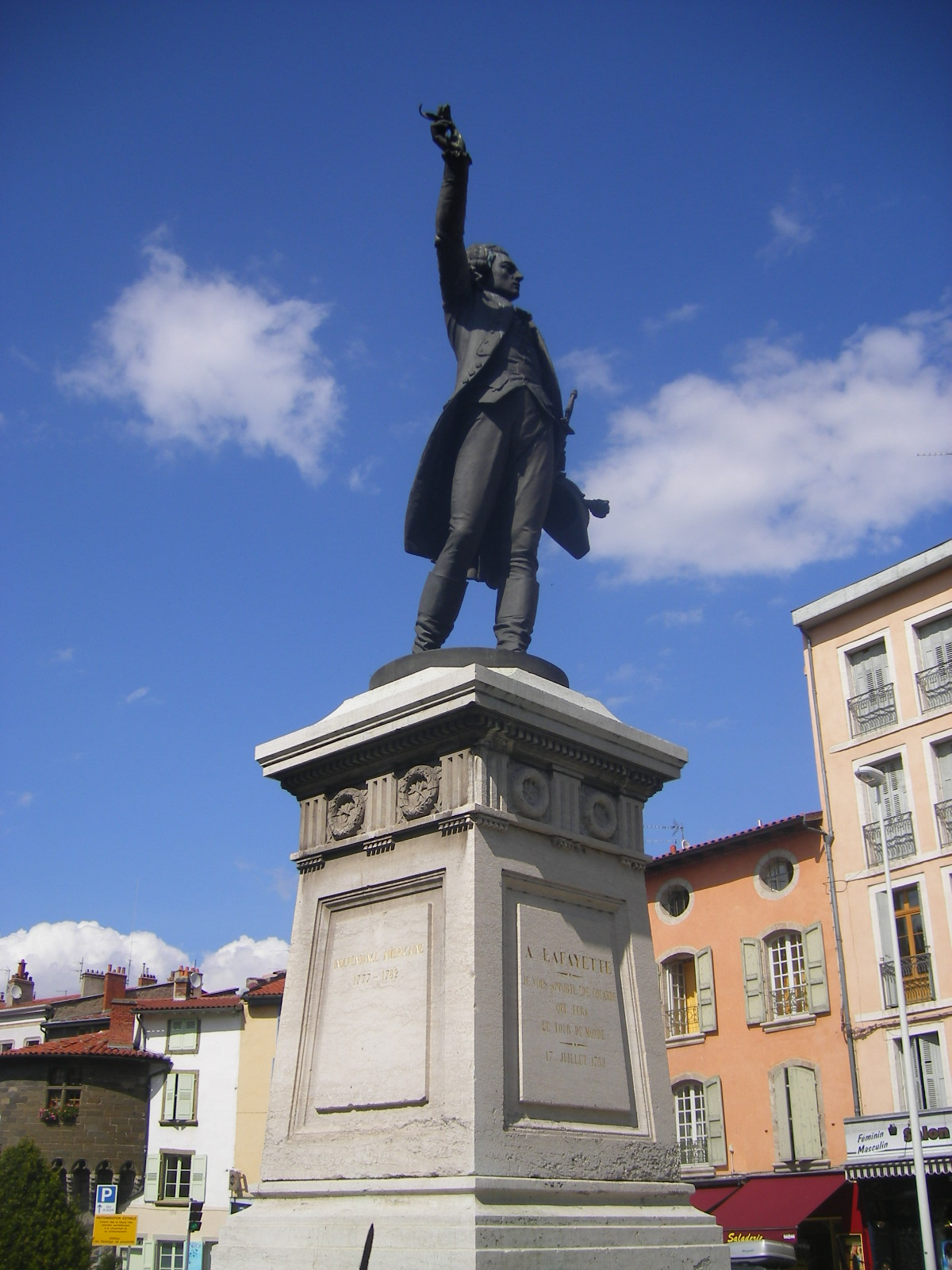
ラファイエットの像、ル・ピュイ＝アン＝ヴレに設置
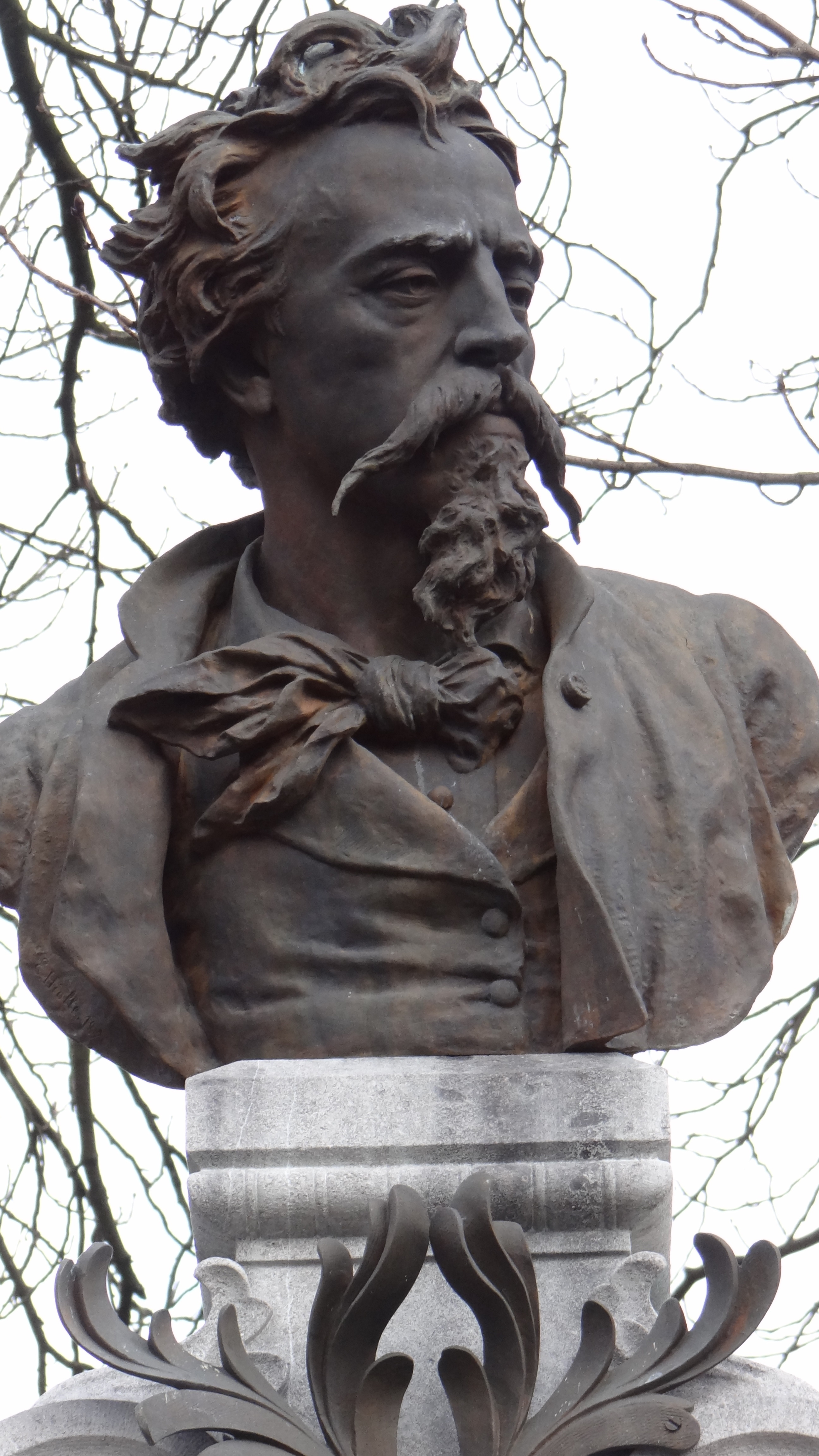
ジャン＝バティスト・カルポー-彫刻家の像